# Tradiții românești
Tradițiile românești reprezintă ansamblul obiceiurilor practicate de români de-a lungul timpului, în teritoriul ocupat de aceștia. Aceste tradiții variază de la o regiune la alta.

## Simbolismul, proeminent în cele mai multe sărbători
Folcloriștii numesc aceste ceremonii "ritualuri de trecere" denumite astfel de Arnold Van Gennep, în Riturile de trecere scriere publicată în 1909/1998 - pentru că ele marchează trecerea de la o stare socială sau biologică la alta. Cum asemenea situații tranzitorii creează întotdeauna incertitutidine, rolul lor este de a atenua pe cât posibil energiile negative, tensiunile care rezultă din asemenea schimbări de statut. 
O importantă sursă de informații o reprezintă cărțile lui Simion Florea Marian, un preot ortodox ce a trăit la sfârșitul secolului al XIX-lea - începutul secolului XX, întitulate Nașterea la români, Nunta la români, Moartea la români.
Riturile de trecere comportă trei subsecvențe identificate de același Arnold Van Gennep, și anume rituri de separație, ce preced nașterea, nunta și înmormântarea, de prag, anume evenimentul ca atare și de integrare în noul statut sau intervalul ce urmează consumării evenimentului, așa cum ar fi la naștere intervalul de 40 de zile până la mergerea la biserică a lăuzei etc.

## Tradițiile nașterii la români

#### Ursitoarele
Credința în ursitoare, în puterea lor de a croi soarta fiecărui om, a fost și mai este încă răspândită și înrădăcinată în sânul poporului român, ea fiind moștenită de la romani.
Sunt trei așa numite zâne care vin în nopțile fără soț (3, 5, 7) din prima săptămână de viață a copilului nou-născut și-i menesc soarta. Se zice că, în timpurile străvechi, aceste ursitoare erau văzute și auzite cum ursesc de către moașele care—în acele zile—privegheau nou-născuții și pe mamele acestora  și chiar și de părinții copilului. Din păcate, pentru că moașele au destăinuit acest secret, în zilele noastre ele nu mai au acest dar.
Legat de ursitoare, în Transilvania există încă tradiția ca moașa care ajută la nașterea copilului, chiar dacă acesta s-a născut în spital sau maternitate, să-i pună în camera unde el va sta, imediat după ce ajunge acasă, pe o pânză albă nouă, un "blid" cu făină de grâu cernută, sare, o pâine, un bănuț și un caier de lână. După 3 zile și 3 nopți, dacă ursitoarele au venit, moașa și părinții copilului vor vedea urma lăsată de ursitoare pe făină.
În Banat, Moldova și Țara Românească, la 3 zile după nașterea copilului, se întinde o masă mare cu mâncăruri alese: pâine, o găină, vin și 3 bănuți, așa numita "cină a ursitoarelor", existând credința că ele trebuie să fie bine ospătate și plătite pentru a fi mulțumite și a ursi o soartă bună copilului. În Bucovina, moașa, cum se îngână ziua cu noaptea, pune în camera copilului o lumină, pentru a arde toată noaptea, considerându-se că ursitoarele sunt mulțumite când găsesc această lumină și îi ursesc copilului o soartă mai bună.

#### Botezul
Tradiția moașei legată de botezul copilului este încă foarte puternică la români.
În tradiția românilor din Transilvania, Banat și Oltenia, rolul moașei la botez este foarte important. Ea duce copilul la biserică și spune "duc un păgân și voi aduce un creștin", iar la întoarcere spune "am dus un păgân și am adus un creștin". Nașii, când iau copilul de la moașă, pun un ban de argint jos pentru a o plăti. 
În Oltenia, tradiția merge mai departe, pentru că moașa copilului merge apoi în ziua de Sf. Vasile la casa copilului cu un colac și un ban de argint, cadouri pentru copil și părinți, și cu colacul pus pe capul copilului îl dă de grindă, urându-i acestuia să crească mare, sănătos și cuminte. Apoi moașa este așezată la masă și ospătată cu toată cinstea. 

#### Prima baie
În apa primei băi, tradiția spune că trebuie să se pună:
- Busuioc - ca să fie atrăgător copilul, mai ales dacă este fată
- Grâu - să fie cinstit
- Mărar - să fie plăcut ca mărarul în bucate
- Mentă și romaniță - să crească ușor și să fie sănătos
- Măciulii de mac - ca să doarmă bine
- Semințe de cânepă - ca să crească repede
- Pene - ca să fie ușor ca pana
- Apă sfințită - ca să fie copilul curat ca aceasta
- Lapte dulce- ca să fie alb ca laptele
- Ouă - ca să fie sănătos și plin ca oul, care trebuie să rămână întreg, mama copilului urmând să-l pună în apa de baie din a 2-a zi
- Bani - ca în viață copilul să aibă parte de avere.

Moașa, după ce - conform tradiției - scoate banii, se duce și pune apa de la baia copilului la rădăcina unui măr sau păr pentru a crește copilul frumos și sănătos ca pomul respectiv. Apoi moașa se așază pe covata întoarsă și femeile o înconjoară de 3 ori, dansând și chiuind. După toate acestea, moașa trebuie să sară peste covată, cântând și provocându-le pe nepoatele care-și doresc un copil astfel:
"Hai, săriți peste covată,
S-aveți și voi câte-o fată
Dar săriți mai 'năltișor,
S-aveți și câte-un fecior"

La sfârșit ea duce copilul și-l dă nașilor, care-i pun bani pe piept, după care îl dă mamei,pe care o cinstește cu un pahar de rachiu, simbol ce se mai întâlnește încă odată când moașa are datoria de a organiza o "mică petrecere" cu nepoatele sale în cinstea nou-născutului.

#### Scăldătoarea nepoatei
Este făcută de către moașă în apă caldă, în care se pun diferite plante: mărar, mentă, gălbenele. După ce aceasta a ieșit din baie și s-a îmbrăcat, ea este stropită de către moașă cu apă sfințită. După aceea, nepoata toarnă moașei apă să se spele cu săpun și să se șteargă cu prosopul pe care i l-a dat după naștere, sau îi toarnă acesteia apă sfințită pe mâini. Acest gest semnifică spălarea mâinilor moașei de păcatele femeii care a născut.

#### Masa moașei
În a treia zi de Bobotează (în ziua de 8 ianuarie), moașa invită nevestele și nepoatele ei, precum și pe preoteasa satului și dă o masă. Ele aduc câte un plocon moașei, care constă într-un coș care conține: un colac, carne din porcul de Crăciun sau o pasăre, pâine și o sticlă de vin.
În mijlocul mesei pregătite de moașă stă un colac pregătit de ea, în care a fost pusă o lumânare neaprinsă. Pe masă se mai pun, într-o farfurie, frunze de mușcată pe fiecare stând lipită cu miere câte o bucățică de hârtie, care înseamnă că moașa să fie plăcută nepoatelor și nevestelor ca mierea de la flori albinelor. 
Se închină câte un pahar de rachiu și se servește o dulceață. Aprinzând lumânarea, moașa spune rugăciunea „Tatăl Nostru” și tămâiază toate persoanele invitate la masă. Apoi se servește masa. După ce nepoatele și nevestele au terminat de mâncat friptura, se adună bacșișul moașei, de către una din nepoate. 
Într-o farfurie ea pune un pahar cu vin, un picior de gâscă sau altă pasăre, o bucată de pâine, sare, piper și ardei, și întinzând farfuria în mijlocul mesei strigă: "Să fie moașa la primejdie iute ca ardeiul". La sfârșit moașa mulțumește pentru bacșișul primit, mușcă din piciorul de gâscă, bea vinul și închină în cinstea tuturor celor prezenți.

#### Sexul copilului
Există o tradiție legată de precizarea sexului copilului de către moașă: aceasta pune pe un fir de păr o verighetă de la o nepoată sau nevastă care a fost domnișoară la cununie și care a fost slujită la biserică. Întinde nepoata pe pat și ține firul nemișcat deasupra burții femeii. La un moment dat firul începe să se balanseze dintr-o parte în cealaltă dacă fătul este băiat sau circular dacă este fată.

## Obiceiuri legate de nuntă
Este bine cunoscut că omul, în viața de pe pământ, trece prin trei momente foarte importante: botezul, nunta și înmormântarea. Toate trei au o legătură deosebită cu viața religioasă a omului, iar primele două sunt considerate Sfinte Taine.
Pruncul, la puțin timp după naștere, este botezat pentru a se curăți, a se spăla de păcatul strămoșesc moștenit de la Adam cel din Rai și de la celelalte păcate săvârșite până atunci, intrând în stare harică. Apoi, ajuns la maturitate, el se va despărți de mama și tatăl său și își va lua soție. Acest eveniment este consfințit prin nuntă, prin Sfânta Taină a Cununiei.
În sfârșit, la bătrânețe, omul moare și va fi îngropat creștinește, oficiindu-se slujba religioasă și, de obicei, predica, câteva cuvinte despre cel trecut în viața de veci. Dar pentru că acest articol se adresează în special tinerilor vom arăta mai pe larg Sfânta Taină a nunții care este un subiect foarte important.
Cuvântul nuntă vine de la termenul grecesc gamos și de la cel latinesc „matrimonium” și înseamnă unirea fizică dintre un bărbat și o femeie, una din legile esențiale al e naturii, stabilite de Dumnezeu încă de la începutul existenței omului. Dovezi găsim în Sfânta Scriptură, în cartea Facerea la capitolul 2 versetele 18-24, unde ne spune: „nu este bine să fie omul singur pe Pământ. Să-i facem ajutor potrivit pentru el ..iar coasta luată din Adam, a făcut-o Dumnezeu femeie și a dus-o lui Adam… De aceea va lăsa omul pe tatăl său și pe mama sa și se va uni cu femeia sa și vor fi amândoi un trup.”
Ca o definiție, am putea spune că nunta, cununia sau căsătoria este Taina prin care un bărbat și o femeie s-au hotărât reciproc și în mod liber, să trăiască împreună întreaga lor viață în scopul de a se ajuta reciproc, a naște și a crește copii și a se feri de desfrânare. Ei primesc prin rugăciunile preotului, harul divin care sfințește legătura lor și îi ajută la împlinirea ei. Prin Taina Cununiei, legătura dintre bărbat și femeie devine asemănătoare acelei dintre Hristos și Biserică - (Efeseni 5 , 22-23).

#### Timpul nunții
Românii se căsătoresc în general la sate începând cu vârsta de 20 de ani. "Sezonul nunții" apare atunci când vinul este destul de bătrân și în cantitate mare. Nici o nuntă nu poate avea loc în posturile  mari, în cele 40 de zile dinaintea Crăciunului sau Paștilor. 
Unele comunități rurale încă mai cheamă pețitori pentru a uni familiile în devenire. Unde nu e folosit un pețitor, tradiția cere ca părinții soțului să ceară mâna fetei de la părinții acesteia. Pețitorul folosește o poezie specială, cunoscută de folcloriști sub denumirea de orație de nuntă, o alegorie în care un tînăr vânător pleacă sa vâneze o caprioară. 
Familia mirelui trece apoi din casă în casă cu sticle de țuică sau vin pentru a invita pe locuitorii satului la nunta feciorului lor. Toți iau parte la închinare, pentru că refuzul este echivalent cu refuzul invitației la nuntă.
Nașii lor de botez, sau alți apropiați, se alătură familiei nupțiale la nunta bisericească și la recepția de mai târziu, ce are să dureze o noapte întreagă. Unul din momentele cheie ale ceremoniei vizează despletirea coroniței de mireasă, care simbolizează schimbarea de statut, trecerea de la poziția de fată la cea de nevastă. 
În trecut, petrecerea nunții dura trei zile și trei nopți. Pentru cei care nu și-au găsit încă un partener de viață, o veche tradiție continuă și astăzi. Bărbații și femeile eligibile se întâlnesc la "Festivalul Fecioriei pe Muntele Găina" în Transilvania, pentru a se cunoaște și eventual pentru a-și găsi potențiali parteneri.

## Cultul funerar
Ceremoniile de înmormântare sunt moștenite de la romani. Aceștia puneau în fața casei unde exista un mort un chiparos, copac ce nu mai putea imboboci după ce a fost tăiat. Coloniștii romani din Dacia nu au găsit acest copac și obiceiul a fost ușor modificat, folosindu-se, în regiunile de munte, un brad, iar în cele de câmpie un pom. Pomul de înmormantare reprezintă doar una dintre ipostazele sub care se regăsesc anumite prezențe vegetale de mare importanță în viața românului. Acest lucru este dovedit de apariția constantă a bradului în cadrul tuturor riturilor de trecere. 
Există, de exemplu, obiceiul închinării la brad a nou-născutului de către moașă, ca și al sădirii unui brad la nașterea pruncului, fapt ce semnifică infrățirea simbolică a celor doi. Acesta este și motivul pentru care, la un alt moment important al trecerii prin lumea luminată a individului, la nuntă, bradul apare din nou - bradul de nuntă -, împodobit cum se cuvine pentru serbarea evenimentului. 
La moartea omului, bradul-frate este tăiat și pus la căpătâiul tânărului, la mormânt. Tot pentru a dovedi importanța - cu rădăcini adânci, anterioară perioadei romane - a bradului în imaginarul autohton se poate cita obiceiul spovedaniei la brad. Pentru a se evita tăierea unui pom întreg obiceiul se reduce la o creangă, ce este împodobită cu zaharicale și turtițe ce se împart la pomana mortului. Bradul se folosește în cazul în care cel care moare este nenuntit, necăsătorit, iar uneori fetele nemăritate sunt îmbrăcate la moarte în rochie de mireasă, înmormântarea fiindu-le în același timp și nuntă. 
Dacă cei din familie nu mai au lacrimi, dacă acestea le-au secat, angajează ca și strămoșii lor romani o bocitoare. În caz că nu doresc aceasta, mortul este bocit de soție, de nepoate sau de femeile din sat. Dacă omul bolnav trage să moară familia cheamă preotul care îi face o slujbă de maslu, îi citește din carte, din Biblie, pentru ca sufletul să iasă mai ușor din corp. 
Apoi corpul, încă nerăcit, este îmbăiat și îmbrăcat cu hainele cele mai bune și așezat în sicriu. Obligatorie este lumânarea aprinsă, lumina care să -l ajute să se orienteze mai bine în întunericul lumii de dincolo, pe care unele basme românești o numesc lumea albă. Cel care din neglijența familiei, sau din alte cauze, de exemplu moare fulgerător sau undeva în străini, este considerat mort fără lumînare, iar slujbele de pomenire sunt cu totul și cu totul speciale. Ziua de 21 noiembrie, numită popular și Ovidenie, este închinată chiar celor care au murit fără lumânare, cei care s-au sinucis sau au murit departe de țară, crezând-se că lumina aprinsă în această zi va veghea întotdeauna sufletul în lumea de dincolo. 
Auzind că cineva cunoscut a murit. vecinii vin la priveghi, unde stau de vorbă cu mortul, rugându-l să transmită mesaje celor dispăruți dintre neamurile lor. Priveghiul durează de obicei trei zile, timp în care preotul vine și îi citește stâlpii, adică toate cele patru evanghelii. Mortul era transportat într-un sicriu deschis așezat într-un car tras de boi prin întreg satul, și cortegiul făcea șapte opriri, care semnificau cele șapte popasuri ale lui Iisus pe muntele Golgota. În caz că era de traversat o apă, se arunca peste ea o pânză pentru ca nu cumva chipul mortului să se privească în apă și sufletul lui să rămână în această lume și să ia forma unui strigoi. 
De asemenea, se acoperă oglinzile și vasele cu apă cu o cârpă neagră în același scop. La cimitir preotul stropește sicriul cu vin și ulei, citește slujba specială de înmormântare, cei prezenți mănâncă din coliva mortului, pregătită acasă de rudele mai îndepărtate, apoi toată lumea prezentă merge acasă unde preotul binecuvintează masa pregătita pentru pomenire. 
Cu această ocazie se împart de obicei oamenilor săraci hainele și diferite obiecte(paturi, perne) considerate utile pe lumea cealalaltă. Pomenile se fac la o săptămână, la o lună, la trei luni, la șase luni și la un an, urmând ca vreme de șapte ani să se facă cel putin o dată pe an. Cel mai interesant exemplu de coabitare între ironie și epitafuri vesele și universul destul de negru al morții este Cimitirul Vesel din comuna maramureșeană Săpânța.

## Sărbători importante ale românilor

### Sfântul Andrei
Românii îl sărbătoresc pe Sfântul Andrei, pe data de 30 noiembrie. Întâmplarea a făcut ca ziua națională, 1 decembrie, momentul unirii provinciilor românești, să se celebreze a doua zi. Iată cum, cele două componente, spiritualul și istoria, se alătură pentru a fi comemorate în momentul în care postul Crăciunului este în toi, natura și individul pregătindu-se deopotrivă pentru nașterea Mântuitorului.
Iarna este sobră, plină de privațiuni și primejdioasă dar sărbătorile acestui anotimp, cele mai spectaculoase din tradiția românilor, prefigurează parcă clipele în care totul va reveni la viață.
Noaptea din ajunul Sf. Andrei este destinată unor obiceiuri, poate antecreștine, care să asigure protecție oamenilor, animalelor și gospodăriilor. Țăranii români le-au pus sub oblăduirea acestui sfânt, tocmai pentru că ele trebuie garantate de autoritatea și puterea sa. 
Ajunul Sf. Andrei este considerat momentul în care bariera dintre văzut și nevăzut se ridică. Clipa cea mai prielnică pentru a obține informații cu caracter de prospectare pentru anul care vine. De asemenea, "Andreiu' cap de iarnă" cum îi spun bucovinenii, permite interferența planurilor malefice cu cele benefice, lucrurile importante din existența oamenilor putând fi întoarse de la matca lor firească. Se crede ca în această noapte "umblă strigoii" să fure "mana vacilor", "mințile oamenilor" și "rodul livezilor".
Împotriva acestor primejdii, țăranul român folosește ca principal element apotropaic (de apărare), usturoiul. În egală măsură, casa, grajdul, cotețele, ușile și ferestrele acestora sunt unse cu usturoi pisat, menit să alunge pătrunderea duhurilor rele la oameni și animale.
În general, acest usturoi cu rol de apărare, provine din cel menit cu un an înainte, în același moment al anului. Сea mai importantă acțiune ce se desfășoară în această noapte este "păzitul usturoiului". Împreună, fete și flăcăi, veghează și petrec, tocmai pentru a înzestra usturoiul cu calitățile necesare. 
Forța magică cu care el va fi investit în ajunul de Sf. Andrei îi va ajuta pe toți să depășească momentele de cumpănă de peste an, va servi drept remediu terapeutic, va aduce pețitori - purtat la brâu, va păzi sălașurile de duhurile rele.
Deși învăluite de muzică și dans, fetele vor veghea cu strășnicie usturoiul, ce nu trebuie furat pe ascuns de flăcăi. Păzit astfel, usturoiul va putea mai apoi să asigure protecția ființei umane, reușind uneori să-i schimbe chiar soarta. Tot în această noapte, pentru a testa rodnicia livezilor și câmpurilor, se aduc crenguțe de vișin în casă, care vor înflori până la Crăciun, sau se seamănă boabe de grâu în diverse recipiente.

### Sfântul Nicolae
Decembrie vine apoi cu sărbătoarea, atât de așteptată de copii, a Sfântului Nicolae. Acest obicei al darurilor aduse de Moș Nicolae, s-a împământenit mai mult la oraș. 
Este posibil să fie un împrumut din țările catolice, unde Moș Crăciun este cel care pune daruri în ghete sau ciorapi anume pregătiți. Moș Crăciun așa cum este el cunoscut azi, cu renii și veșmântul roșu și barbă albă a fost inventat la începutul secolului XX de o companie de publicitate americană care făcea reclamă pentru celebra Coca cola.
Copiilor din România li se poate întâmpla ca Moș Nicolae să aducă și câte o nuia(pentru cei obraznici). Rolul de ocrotitor al familiei cu care a fost investit de religia ortodoxă Sfântul Nicolae îi dă dreptul să intervină în acest fel în educația copiilor.
Se spune că el posedă puteri magice și a murit în 340 a.H. și a fost îngropat în Myra. Târziu, în secolul XI, soldații religioși din Italia au luat rămășițele sfântului cu ei înapoi în Italia. Ei au construit o biserică în memoria lui, în Ari, un oraș port din sudul Italiei. Curând, pelerinii creștini din toată lumea au venit să viziteze Biserica Sfântului Nicolae. 
Ei au preluat legenda lui Moș Nicolae în locurile lor natale. Legenda s-a răspândit în toată lumea și a luat caracteristicile fiecărei țări. În Europa în secolul al XII-lea ziua Sfântului Nicolae a devenit ziua darurilor și a activităților caritabile. Germania, Franța și Olanda celebrează ziua de 6 decembrie ca o sărbătoare religioasă și oferă cadouri copiilor și săracilor, și ajută fetele sărace să se mărite oferindu-le o zestre. 
Când colonistele olandeze au călătorit în America, au adus cu ele un episcop care purta un costum roșu și mergea călare pe un cal alb. Imaginea americană a episcopului va evolua treptat până la cea a unui bătrân spiriduș vesel. A fost descris ca un bătrân olandez vesel și bucălat din comedia Istoria New-York-ului a lui Washington Irving. 
Anul 1823 a continuat poveștile cu Moș Nicolae cu publicarea poemului "O vizita a lui Moș Nicolae" al lui Clement Moore. Multe țări și-au păstrat propriile obiceiuri și tradiții de Sfântul Nicolae. In unele culturi, Sfântul Nicolae călătorește împreună cu un însoțitor care îl ajută. În Olanda, episcopul navighează pe un vapor sosind pe 6 decembrie.
Are la el o carte mare care îi spune cum s-au purtat copiii olandezi în timpul anului. Cei cuminți sunt răsplătiți cu daruri iar cei obraznici sunt luați de asistentul său, Black Peter. În Germania, Sfântul Nicolae călătorește tot cu un însoțitor, cunoscut drept Knecht Ruprecht, Krampus sau Pelzebock, care vine cu un sac în spate și o nuia în mână.
Copiii obraznici sunt pedepsiți cu câteva lovituri de nuia. În Italia, La Befana este zâna bună care se îmbracă în negru și aduce daruri copiilor la 6 ianuarie. În multe țări latine: Spania, Puerto Rico, Mexic și America de Sud, copiii îi așteaptă pe cei trei regi să le aducă daruri de Crăciun.

### Crăciunul
Cântarea cântecelor de stea este o parte foarte importantă din festivitățile Crăciunului românesc. În prima zi de Crăciun, mulți colindători umblă pe străzile acoperite cu zăpadă ale orașelor și satelor, ținând în mână o stea făcută din carton și hârtie, cu scene biblice pictate pe ea. 
Tradiția din România cere ca cei mici să meargă din casă în casă, cântând cântece de stea și recitând poezii sau legende, pe toată perioada Crăciunului. Liderul cară cu el o stea din lemn, acoperită cu staniol și decorată cu clopoței și panglici colorate. O imagine a Sfintei Familii este lipită în centru stelei și întreaga creație este atașată de o coadă de mătură sau de un băț puternic.

#### Colindatul creștin
Pentru cea mai așteptată sărbătoare din decembrie, Crăciunul, românii au apelat în egală măsură la tradiție, știind să accepte și obiceiuri mai recente. Întâmpinată cu bucurie, Nașterea Mântuitorului aduce cu ea și o sumă de practici foarte vechi prin care se celebra Solstițiul de Iarnă, momentul în care natura dă speranțe că va renaște.
Obiceiul colindatului a înglobat în el nu numai cântec și gest ritual, ci și numeroase mesaje și simboluri ale unei străvechi spiritualități românești. El s-a păstrat asociindu-se câteodată cu celebrarea marelui eveniment creștin care este Nașterea Domnului Iisus Hristos. Există de asemenea cântece de stea sau colinde creștine, care au ca subiect Nașterea Domnului. În ajunul Crăciunului, pe înserat, în toate satele din țară, începe colindatul. Copiii cu steaua vestesc Nașterea Domnului și sunt primiți cu bucurie de gazdele care îi răsplătesc cu bani, dulciuri , fructe ,colaci etc. 
În Maramureș, cei care colindă sunt oameni în toată firea. Obiceiul este să treacă pe la fiecare casă iar apoi, cu tot cu gazdele care i-au omenit, să continue colindatul. Postul Crăciunului ia sfârșit și fiecare se poate bucura de mâncărurile rituale: preparatele din porc, sarmalele, colacii și cozonacii, prăjiturile și vinul. Cele trei zile de sărbătoare ale Crăciunului aduc liniște și pace în case.

#### Împodobirea bradului
Pomul de Crăciun, așa cum îl cunoaștem noi astăzi, decorat cu globuri în care se reflectă lumina scânteietoare a lumânărilor sau a instalației electrice, nu a fost dintotdeauna împodobit astfel. 
Deși în Europa originea sa precreștină nu mai e contestată de nimeni, părerile rămân totuși înpărțite: unii văd în el o reprezentare a „arborelui lumii”, alții îl consideră o referire directă la ,,arborele Paradisului’’, împodobit cu mere de un roșu aprins, care amintesc de păcatele comise de primii oameni, înainte de alungarea lor din rai. 
Până în sec. al 15-lea, crenguțele verzi cu care erau împodobite casele cu ocazia Crăciunului, ca și darurile care le făceau oamenii unii altora, erau considerate tradiții păgâne. Dar nu peste multă vreme în locul acestora va fi folosit un arbore întreg. 
Conform documentelor, în 1605 la Strasbourg a fost înălțat primul pom de Craciun, într-o piață publică. Nu avea încă lumânări și era împodobit cu mere roșii. In 1611, la Breslau, ducesa Dorothea Sybille von Schlesien împodobește primul brad așa cum îl cunoaștem noi astăzi. 
După 1878, decorațiunile (globurile) de Crăciun din sticlă argintată de Turingia au tot mai mult succes, așa că această tradiție pur germană va cuceri întreaga lume, fiind  adoptată pretutindeni, fie că este vorba despre țări din Asia, Africa, America de Nord și de Sud sau Australia. 
La sfârșitul sec. al 19-lea, în saloanele germane, sărbătoarea era de neconceput fără pomul de Crăciun, împodobit și scânteietor. In 1776, prin intermediul  soldaților germani care participau alături de englezi la războiul de independență, tradiția pomului de Craciun ajunge și în Statele Unite, iar în anul 1880 cucerește și Casa Albă. 
La noi obiceiul a pătruns odată cu influența germană, când primii studenți români au inceput să meargă la studii la universitățile din Berlin sau Viena, și la curtea regală a dinastiei Hohenzollern, sosită în Țările Române în 1866 unde prinții și prințesele au început să împodobească bradul, obiceiul fiind imediat imitat de protipendada bucureșteană. Cântecul german de Crăciun O Tannenbaum devine în limba română O brad frumos, iar obiceiul împodobirii bradului pătrunde în toate casele românilor.

### Paștele

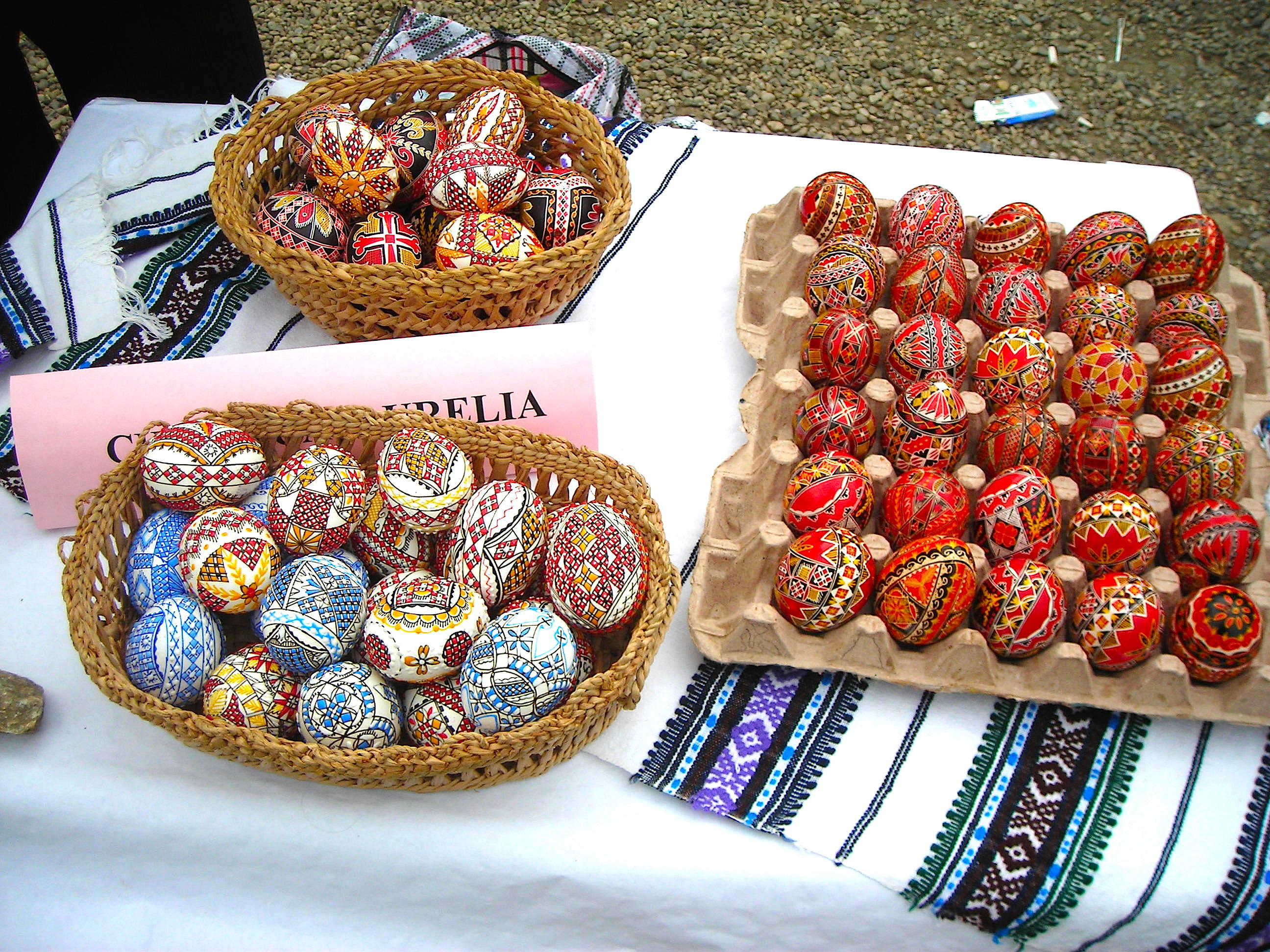
Ouă tradiționale împistrite din Bucovina

Împreună cu aspectele religioase, în România, sărbătoarea Paștilor simbolizează renașterea și înnoirea vieții de zi cu zi. Curățarea casei, înnoirea hainelor și o baie rituală înainte de mersul la biserică sunt toate mărci ale noului început. Toată lumea, bogată sau săracă, se îmbracă în hainele sale cele mai bune (multă lume poartă costumele naționale) și merge la slujba de la miezul nopții. 
Lumânări sunt aprinse pentru fiecare persoană în timpul acesteia, iar oamenii pleacă cu lumânările încă aprinse, pentru a aduce lumina în casele și apartamentele lor. Se spune și că lumânările aprinse opresc fulgerul și tunetul de la rănirea oamenilor pe drumul spre casă. 
Odată ajunși acasă, românii continuă sărbătoarea tradițională, cu o masă care include specialități ca pască, cozonac, drob (măruntaie de miel tocate, amestecate cu verdețuri și condimentate),  friptură de miel, brânzeturi sau pandișpan (pain d'Espagne). Măiestria încondeierii ouălor de Paști este o tradiție din cele mai vechi timpuri ale românilor. 
Credința că ouăle reprezintă sursa vieții, a dus la legarea ouălor de anumite ritualuri de înviere a naturii și în cele din urmă la legarea Paștelui de acestea. Românii pictau ouăle în mod tradițional cu roșu și le decorau ornamental. În timp, alte culori au început să fie folosite, transformând vopsirea ouălor într-o formă de artă și un talent pentru experți. Astăzi, ouă adevărate sau din lemn sunt pictate cu desene complexe, sau decorate cu diverse podoabe și puse la vânzare pe durata întregului an.
Împistritul ouălor este un obicei practicat în zona Bucovinei. În Săptămâna Mare, începand cu ziua de marți până vineri, pe lânga simpla vopsire, se practică fie încondeierea cu pensula, fie împistritul, folosindu-se ceară. Cu timpul, tehnica încondeierii ouălor a ajuns la nivel de artă. Deși femeile sunt cele care se ocupă de înfrumusețarea lor, există, însa, și excepții când, familii întregi cunosc și practică acest mesteșug. În zona Bucovinei tradițiile supraviețuiesc cu greu schimbărilor însă exista oameni care duc mai departe meșteșugul împistritului și care iși invată cu drag și cu răbdare copiii tainele încondeierii ouălor.

### Anul Nou
Sărbătorirea Anului Nou a fost permisă și în timpul regimului comunist, pentru că aceasta nu avea o conotație religioasă. Se crede că nici o persoană nu ar trebui să petreacă această noapte de una singură, atât timp cât este noaptea în care noul an, reprezentat de copil, se naște, iar vechiul an, reprezentat de bătrânul obosit, e înlocuit. 
Pe 31 decembrie, sătenii merg cu plugul din casă în casă pentru a ura lumea de Anul Nou, dorindu-le un "prosper nou an" (La mulți ani!). Pe 1 ianuarie, copiii aruncă semințe de grâu peste pragul vecinilor, urându-le prosperitate și "semănare bună".

#### Obiceiuri de Anul Nou

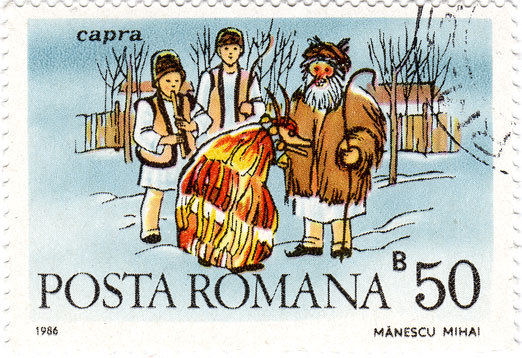
Timbru reprezentând "Capra"

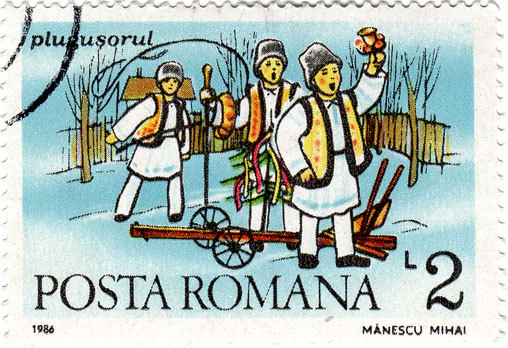
Timbru reprezentând "Plugușorul"

Pentru cel mai important moment, trecerea în noul an, pregătirile se reiau. In săptămâna dintre Crăciun și Anul Nou, în toate satele cetele de flăcăi se prepară pentru "urat", sistem complex de datini și obiceiuri. Pe înserat, în ajunul anului care se pregătește să se nască sunt așteptați să apară  "Ursul", "Capra", "Bunghierii", "Căiuții", "Malanca", "Jienii", "Mascații" etc.
Concretizarea spectaculoasă a unor mituri antice legate de simbolistica animalelor, aceste manifestări reprezintă o modalitate originală de exprimare a arhaicelor asociații rituale dintre animale și cultul cvasiuniversal al soarelui. Există și un cuvânt generic pentru aceste obiceiuri: "mascații". Recuzita, măștile, costumele sunt pregătite din vreme. Mai ales măștile sunt cele care vorbesc cel mai mult despre imaginația și umorul săteanului român. Anume meșteri s-au specializat în confecționarea lor, ele devenind cu timpul adevărate podoabe de artă populară.
Faptul că aceste obiceiuri se practică la cumpăna dintre ani este justificat de simbolistica zilei de 31 decembrie, care in gândirea populară reprezintă data morții dar și a renașterii ordinii cosmice. Structura ceremonială a obiceiului este în același timp plină de forță și vitalitate. Muzica și dansul, remarcabile prin virtuozitate și dinamism, măștile pline de expresivitate, alcătuiesc un spectacol unic.
În diferite zone ale țării, costumația și interpretarea pot fi diferite, dar obiceiul este în esență același. Dacă acest fel de manifestare ne duce cu gândul la practici arhaice magice de alungare a maleficului, "Plugușorul", alt obicei, este strâns legat de mitul fertilității. Vorbe frumoase, de prosperitate și belșug sunt adresate de cetele care vin cu "Plugușorul", fiecărei gospodării. Ca o incantație magică, textul urării se transmite din tată în fiu și nu există român să nu-l cunoască.
Tot ajunul anului nou prilejuiește practicarea anumitor acte misterioase, care încearcă să prospecteze viitorul. Iată unul dintre obiceiuri: "Vergelul". Este un prilej de sărbătoare, la care participă mai ales tinerii necăsătoriți și părinții acestora. Cei care fac "Vergelul" doresc să afle ce le rezervă noul an, mai ales dacă și cu cine se vor căsători.
În casa unei gazde, anunțată din vreme de "colceri" sau "chemători" se adună toți cei interesați. Într-un căzănel cu apă, cei ce doresc să-și cunoască viitorul aruncă un obiect personal - inel, mărgea, pieptene, ban, cuțit etc. Personajul cel mai de seamă este "Vergelatorul".
El urmează să "proorocească viitorul", să-și potrivească vorbele și să stârnească hazul. Ajutându-se de două vergele de la războiul de țesut, acesta bate în marginea căzănelului, intonând o incantație. Obiect după obiect este scos din apă la cererea participanților. Tălmăcirea sensului obiectului este simplă: inel - nuntă, ban - bogăție, pieptene - bărbat colțos, cuțit - ceartă, piatră - căsătorie amânată etc.
După ce toate răspunsurile au fost date, cu toții, triști sau plini de speranță, se adună în jurul căzănelului din care apa a fost înlocuită cu vin și petrecerea începe.
Când se apropie miezul nopții către noul an, țăranii recurgând la meteorologia populară, obișnuiesc să prevadă cum va fi vremea în anul ce vine. Se folosesc de foile unei cepe mari pe care le desprind și le așază în ordine, numindu-le după lunile anului. In fiecare din ele pun puțină sare. A doua zi, de Sfântul Vasile, cel ce dezleagă vrăjile și făcăturile, ei vor verifica cât lichid a lăsat sarea topită în fiecare foaie. Așa vor ști, pentru că în mod misterios cantitățile sunt diferite, dacă vor avea secetă sau ploaie și în ce lună anume.
Prima săptămână din ianuarie este marcată de doua alte importante sărbători creștinești: Botezul Domnului sau Boboteaza, pe 6 ianuarie, și Sfântul Ion pe 7 ianuarie. Toți românii se duc la biserică de Bobotează, pentru a lua apă sfințită, atât de necesara pentru tămăduire și purificare. În satele și orașele așezate pe maluri de ape, tinerii se întrec să scoată la mal crucea aruncată de preot în apa înghețată.
Cel ce va reuși, va avea parte numai de bine. În aceste zile, atât de reci ale iernii, adunați pe lângă focuri, neavând altă treabă decât de a hrăni animalele, țăranii români își trag sufletul alături de cei dragi, petrecând cu toți Ionii și Ioanele și pregătindu-se pentru truda care va veni curând, odată cu topirea zăpezii.

## Arta tradițională românească
Cultura tradițională a avut în timp o influență puternică asupra artei profesioniste a României. Viețile și obiceiurile românilor de la țară au fost mult timp subiectul favorit al scriitorilor români. Operele multor compozitori au fost parțial inspirate din muzica populară românească. 
Compozitorii George Enescu și Theodor Rogalski, sculptorul Constantin Brâncuși și scriitorul Eugen Ionescu sunt probabil printre cei mai cunoscuți artiști de origine română. Capodoperele lui Enescu, numite Rapsodiile Române, sunt și ele bazate pe muzica populară românească. Câteva din sculpturile lui Brâncuși conțin elemente ale artei populare românești.